# Friedrich Wetter
Friedrich Wetter (ur. 20 lutego 1928 w Landau in der Pfalz), niemiecki duchowny katolicki, emerytowany arcybiskup Monachium i Fryzyngi, kardynał.

## Życiorys
Studiował na uczelniach niemieckich (Wydział Filozoficzny Św. Jerzego we Frankfurcie, Wydział Teologiczny w Monachium) oraz na Papieskim Uniwersytecie Gregoriańskim w Rzymie (gdzie obronił doktorat teologii). Przyjął święcenia kapłańskie 10 października 1953 z rąk kardynała Clemente Micary. Wykładał teologię na kilku uczelniach w Niemczech (m.in. w Moguncji).
W maju 1968 został mianowany biskupem Spiry, sakry biskupiej udzielił mu 29 czerwca 1968 odchodzący zwierzchnik diecezji Isidor Markus Emanuel. Brał udział w sesjach Światowego Synodu Biskupów w Watykanie. 28 października 1982 został promowany na arcybiskupa Monachium i Fryzyngi, a w maju 1985 Jan Paweł II wyniósł go do godności kardynalskiej, nadając tytuł prezbitera Santo Stefano al Monte Celio. W kwietniu 2005 kardynał Wetter uczestniczył w konklawe po śmierci Jana Pawła II.
Kolejny papież Benedykt XVI przyjął w lutym 2007 jego rezygnację z funkcji arcybiskupa Monachium i Fryzyngi (ze względu na osiągnięty wiek emerytalny), powierzając zarazem dalsze kierowanie archidiecezją w charakterze administratora apostolskiego do czasu przejęcia rządów przez następcę. 30 listopada 2007 ogłoszono, że nowym arcybiskupem zostanie Reinhard Marx, który objął archidiecezję 2 lutego 2008. 20 lutego 2008 r. w związku z osiągnięciem osiemdziesiątego roku życia utracił czynne prawo wyboru papieża w przyszłych konklawe. Po przejściu na emeryturę zamieszkał w domu Sióstr Miłosierdzia w Monachium.
Wedle raportu sporządzonego za kadencji kard. Marxa postępowanie Wettera związane 21 przypadkami oskarżeń o pedofilię podległych księży podczas jego urzędowania jako biskupa Spiry zostało uznane za niewłaściwe. Kardynał przeprosił za swoje postępowanie.

## Upamiętnienie
W 2020 w Landau in der Pfalz, rodzinnym mieście kardynała, jeden z placów nazwano jego imieniem (Kardinal-Wetter-Platz). Był również honorowym obywatelem miasta, lecz zrezygnował z tytułu po opublikowaniu raportu związanego z jego postępowaniem z oskarżeniami o pedofilię podległych mu księży.